# Charles Coles
Charles „Honi“ Coles (* 2. April 1911 in Philadelphia, Pennsylvania; † 12. November 1992 in New York City, New York) war ein afro-amerikanischer Stepptänzer, Choreograf und Schauspieler.

## Leben
Charles „Honi“ Coles wurde als Sohn von George und Isabel Coles in Philadelphia geboren, wo er schon früh das Tanzen auf der Straße erlernte. Im Jahre 1931 gab er sein Debüt am Lafayette Theater in New York. Mitte der 1930er Jahre tanzte er am Apollo Theater, tourte mit Count Basie und Duke Ellington durch die Clubs. 1940 tanzte Coles als Solist mit dem Cab Calloways Orchester, dort traf er auch Cholly Atkins. Zusammen bildeten sie das Stepptanz-Duo Coles & Atkins.
Anfang der 1950er Jahre war die Zeit der großen Big Bands zu Ende und sie traten mit ihrer Show am Broadway auf. In den folgenden Jahren revolutionierten sie zusammen mit Agnes de Mille das Musiktheater mit ihrer eigenwilligen Choreographien. Coles arbeitete in späteren Jahren auch als Tanzlehrer und erntete Anerkennung als Charakterdarsteller. Für seinen Auftritt in dem mit der Musik George Gershwins untersetztem Broadway-Musical My One and Only erhielt Coles 1983 den Tony Award und den Drama Desk Award. Coles kam ab den späten 1970er-Jahren auch zu einigen Film- und Fernsehrollen, am bekanntesten ist er dem deutschsprachigen Publikum hierbei wohl durch seine Nebenrolle als Bandleader und Tänzer Tito Suarez in dem Tanzfilm Dirty Dancing (1987) geworden.
Im Jahr 1944 heiratete Charles „Honi“ Coles die Broadway-Tänzerin Marion Evelyn Edwards, sie hatten zwei Kinder. Coles starb am 12. November 1992 an den Folgen eines Krebsleidens und wurde auf dem Beth Olom Friedhof in Queens bestattet.

## Filmografie (Auswahl)
- 1979: Rocky II
- 1981: Mr. Griffin and Me (Fernsehfilm)
- 1984: The Cotton Club
- 1987: Dirty Dancing

## Auszeichnungen
- 1983 Tony Award für den Besten Nebendarsteller in einem Musical
- 1983 Drama Desk Award für den Besten Nebendarsteller in einem Musical
- 1983 Fred Astaire Award
- 1985 Dance Magazine Award
- 1988 Capezio Award für sein Lebenswerk
- 1991 National Medal of Arts